# Бренда Баккі
Бренда Баккі (англ. Brenda Bakke; 15 травня 1963) — американська акторка.

## Біографія
Бренда Баккі народилася 15 травня 1963 року в місті Клемет-Фоллсі, штат Орегон. Виросла в Портленді, почала виступати на місцевій сцені. Переїхала в Лос-Анджелес у віці 18 років, щоб вивчати акторську майстерність в Американській академії драматичного мистецтва. Дебютувала на екрані в комедії «Міцні тіла 2» (1986), потім з'явилася в декількох низькобюджетних фільмах. Баккі найбільш відома завдяки ролям у фільмах «Гарячі голови! Частина 2» (1993) з Чарлі Шином, «Стрілець» (1993) з Крістофером Ламбертом і «В облозі 2: Темна територія» (1995) зі Стівеном Сігалом. Також зіграла роль актриси Лани Тернер у фільмі «Таємниці Лос-Анджелеса» (1997). На телебаченні Баккі зіграла головну жіночу роль у телесеріалі «Американська Готика» (1995—1996).

## Фільмографія
| Рік       |    | Українська назва                 | Оригінальна назва                            | Роль                    |
| --------- | -- | -------------------------------- | -------------------------------------------- | ----------------------- |
| 1986      | ф  | Останній засіб                   | Last Resort                                  | Вероніка                |
| 1986      | ф  | Міцні тіла 2                     | Hardbodies 2                                 | Морган                  |
| 1987      | ф  | Стерв'ятники                     | Scavengers                                   | Кімберлі Блейк          |
| 1987      | ф  | Середнє прожарювання             | Medium Rare                                  |                         |
| 1987      | с  | Зоряний шлях: Наступне покоління | Star Trek: The Next Generation               | Райвен                  |
| 1987—1988 | с  | Високогірні рейнджери            | High Mountain Rangers                        | роль                    |
| 1988      | тф | Повернення батька                | A Father's Homecoming                        | медсестра Пітцер        |
| 1988      | ф  | Скорострільний                   | Fast Gun                                     | Джулі Комсток           |
| 1988      | ф  | Небезпечна любов                 | Dangerous Love                               | Кріс                    |
| 1989      | ф  | Кулачний боєць                   | Fist Fighter                                 | Еллен                   |
| 1989      | ф  | Нікуди бігти                     | Nowhere to Run                               | Джоанні                 |
| 1989      | ф  | Ще один шанс                     | Another Chance                               | Сенді / медсестра 1     |
| 1989      | ф  | Ганхед: Війна роботів            | Ganheddo                                     | сержант Нім             |
| 1989      | ф  | Відьма-стерво                    | Death Spa                                    | Лаура Денверс           |
| 1990      | ф  | Сонячна криза                    | Solar Crisis                                 | Клейр Бісон             |
| 1990      | тф | Викрадений: Один чоловік         | Stolen: One Husband                          | Саманта                 |
| 1990      | с  | Таємниці батька Даулінга         | Father Dowling Mysteries                     | Клаудія Маршалл         |
| 1991      | с  | Молоді наїзники                  | The Young Riders                             | Еліс                    |
| 1992      | с  | Джейк і товстун                  | Jake and the Fatman                          | Лорі Менза              |
| 1992      | тф | Секрети                          | Secrets                                      | Сенді Ворвік            |
| 1992      | ф  | Удвох                            | Twogether                                    | Еллісон Маккензі        |
| 1992      | ф  |                                  | The Medium                                   |                         |
| 1993      | ф  | Гарячі голови! Частина 2         | Hot Shots! Part Deux                         | Мішель                  |
| 1993      | ф  | Стрілець                         | Gunmen                                       | Марія                   |
| 1993      | с  | Нед Блессінг: Історія мого життя | Ned Blessing: The Story of My Life and Times | Рен                     |
| 1994      | с  | Друга можливість                 | Second Chances                               | Лара Петерсон           |
| 1994      | с  | Пригоди Бріско Каунті-молодшого  | The Adventures of Brisco County Jr.          | Френсіс Маккейб         |
| 1994      | ф  | Остання грань                    | Terminal Voyage                              | Цайновітц               |
| 1995      | ф  | Байки зі склепу: Демон ночі      | Tales from the Crypt: Demon Knight           | Корделія                |
| 1995      | ф  | В облозі 2: Темна територія      | Under Siege 2: Dark Territory                | капітан Лінда Гілдер    |
| 1995      | ф  | Правосуддя одинака 2             | Lone Justice 2                               | Рен                     |
| 1995—1996 | с  | Американська Готика              | American Gothic                              | Селена Кумбс            |
| 1996      | ф  | Правосуддя одинака 3             | Lone Justice 3                               | Рен                     |
| 1996      | ф  | Кадр за кадром                   | Frame by Frame                               |                         |
| 1997      | ф  | Таємниці Лос-Анджелеса           | L.A. Confidential                            | Лана Тернер             |
| 1997      | тф | Вантажівки                       | Trucks                                       | Гоуп                    |
| 1998      | тф | Посередник                       | The Fixer                                    | Сі Джей                 |
| 1998      | тф | Ніхто не живе вічно              | Nobody Lives Forever                         | Лорель Тревельян        |
| 1998      | ф  | Під прикриттям                   | Shelter                                      | Гелена                  |
| 1999      | с  | Раян Колфілд: Рік перший         | Ryan Caulfield: Year One                     | місіс Колфілд           |
| 1999      | с  | Усі жінки — відьми               | Charmed                                      | збирачка душ            |
| 2000      | в  | Теплий техаський дощ             | Warm Texas Rain                              | Кім                     |
| 2000      | кф | Час любити героя                 | Time Loves a Hero                            | Еліс                    |
| 2001      | с  | Найкращі                         | Popular                                      | Мері Лу Паркер          |
| 2001      | с  | Темний ангел                     | Dark Angel                                   | доктор Адріана Вертес   |
| 2001      | с  | CSI: Місце злочину               | CSI: Crime Scene Investigation               | Бонні Ріттер            |
| 2001      | ф  | Давай зробимо це швидко          | The Quickie                                  | Джейн                   |
| 2002      | ф  |                                  | Moving August                                | Джинні Форстер          |
| 2002      | ф  | Грум Лейк                        | Groom Lake                                   | Джойс                   |
| 2002      | кф | Гарячий порив                    | Hot Rush                                     | стара леді              |
| 2004      | ф  | Не залишають слідів              | Leave No Trace                               | Вікторія Блейк          |
| 2004      | с  | Поліція Нью-Йорка                | NYPD Blue                                    | Клаудія Вейнтрауб       |
| 2009      | с  | Клуб ляльок                      | Dollhouse                                    | Маргарет Башфорд        |
| 2010      | с  | Менталіст                        | The Mentalist                                | детектив Шерон Флорі    |
| 2010      | с  | Середнє прожарювання             | Medium Rare                                  | Роузі                   |
| 2010      | с  | Під прикриттям                   | Dark Blue                                    | Ана Перрі               |
| 2014      | с  | Міст                             | The Bridge                                   | охоронець               |
| 2015      | с  | Надприродне                      | Supernatural                                 | Сьюзі                   |
| 2015—2016 | с  | Якщо любити тебе неправильно     | If Loving You Is Wrong                       | Вірджинія               |
| 2015      | ф  |                                  | There                                        | LLM                     |
| 2016      | ф  |                                  | Unbelievable!!!!!                            | медсестра Крістін Чапел |
| 2016      | ф  |                                  | Billy Boy                                    | Маргаретт               |